# مورتون بتس
مورتون بتس (به انگلیسی: Morton Betts) بازیکن فوتبال زادهٔ ۳۰ اوت ۱۸۴۷ اهل انگلستان بود که سابقهٔ بازی در تیم ملی فوتبال انگلستان را در کارنامهٔ خود دارد. وی در تاریخ ۳ مارس ۱۸۷۷ تنها بازی ملی خود را در مقابل تیم ملی فوتبال اسکاتلند انجام داد.